# Partij
Partij (iz latinskega pars, partis – del) ali madžarsko Részek je bila zgodovinska in geografska regija v Kraljevini Ogrski v zgodnjem novem in modernem obdobju. Obsegala je vzhodni in severovzhodni del ožje Madžarske, včasih tudi Miškolc in Košice. 

## Zgodovina
Po bitki pri Mohaču leta 1526 so Ogrsko zasedli Osmani. Ko so slednji leta 1541 zavzeli Budim, se je Ogrska razdelila na tri dele. Habsburžani so na severu in zahodu ustanovili Kraljevino Ogrsko z novo prestolnico Pressburg (Bratislava). Ogrski kralj Ivan I. iz družine Zápolya, nekdanji transilvanski vojvoda in najbogatejši in najmočnejši veleposestnik po porazu v  Mohaču, je s pomočjo Osmanov zasedel vzhodni del Ogrske, ki ga madžarski zgodovinarji imenujejo Vzhodno Ogrsko kraljestvo. 29. februarja 1528 je sultan Sulejman I. privolil v zavezništvo z Zápolyo in mu pisno zagotovil svojo podporo. Od leta 1541 ali 1542 je rodbina Zápolya vladala tudi v regiji, ki je po letu 1571 postala znana kot Partij. 
Leta 1570 se je kralj Ivan II. Žigmund Zápolya, sin Ivana I. Zápolya, odpovedal svoji zahtevi po ogrskem prestolu v korist Maksimilijana II. Habsburškega, zahtevnika naslova od leta 1563. S Speyerskim sporazumom iz leta 1570 je bila ustanovljena Kneževina Transilvanija in Ivan Žigmund je postal "Joannes, serenissimi olim Joannis regis Hungariae, Dalmatiae, Croatiae etc. filius, Dei gratia princeps Transylvaniae ac partium regni Hungariae" (Ivan, sin pokojnega presvetlega Ivana, kralja Ogrske, Dalmacije, Hrvaške itd., po božji milosti knez Transilvanije in delov Ogrskega kraljestva), iz česar izhaja ime Partij. 
Speyerski sporazum je tako kot prejšnji Sporazum iz Velikega Varadina potrdil načelo združene Ogrske. Partij in Transilvanija sta bila zaupana Ivanu II. Žigmundu, vendar kot cesarjevemu vazalu.   
Vzhodno Ogrsko kraljestvo je s Speyerskim  sporazumom prenehalo obstajati in postalo Kneževina Transilvanija. Vse kraljeve odločitve po letu 1570, povezane s Kneževino Transilvanijo, so se hkrati nanašale tudi na Partij. 
V 17. stoletju je bil Partij kot del kneževine Transilvanije nekaj desetletij del Osmanskega cesarstva. 5. septembra 1619 je transilvanski knez Gabriel Bethlen v drugem protihabsburškem uporu s pomočjo bodočega kneza Transilvanije Jurija I. Rákóczija zavzel Kasso (zdaj Košice) v grofiji Partium Abaúj. Z Nikolsburškim mirom iz leta 1621 so Habsburžani obnovili sporazum o verski toleranci iz leta 1606 in priznali transilvansko oblast nad naslednjimi sedmimi grofijami Partiuma: Ugocsa, Bereg, Zemplén, Borsod, Szabolcs, Szatmár in Abaúj. Grofije so bile po Bethlenovi smrti leta 1629 vrnjene habsburški Kraljevi Ogrski. Leta 1644 jih je znova zasegel transilvanski knez Jurij I. Rákóczi, potem pa jih je Kraljeva Ogrska z Linškim sporazumom leta 1645 uradno prepustila Transilvaniji.

## Geografija
Sprva je Partij obsegal okrožja Maramureš, Közép-Szolnok, Kraszna in Bihar, Zaránd, Arad, Szörény ter Kővárvidék. Ta ozemlja je upravljala Transilvanija, vendar formalno niso bila del kneževine. V letih 1621-1629 in 1645-1648 je bilo Transilvaniji in s tem Partiju za kratek čas predanih še sedem grofij: Borsod, Abaúj, Zemplén, Szabolcs, Bereg, Ugocsa in Szatmár. 
Transilvanija je bila takrat v stalni nevarnosti, da jo bodo zavzeli ali Habsburžani ali Osmani. Po katastrofalnem transilvanskem posredovanju v potopu so osmanske čete v letih 1658-1661 vdrle v Transilvanijo. V tej vojni je Transilvanija izgubila številne obmejne regije: večino okrajev Szörény, Arad, Zarand in Bihar, vključno s pomembnim mestom Várad (Oradea), okoli katerega so Osmani organizirali nov vilajet. Med veliko turško vojno so Habsburžani osvojili okupirano in Kneževino Transilvanijo in jo po sporazumu z Osmanskim cesarstvom vključili v habsburško monarhijo. 
Kneževina Transilvanija se je nadaljevala kot entiteta, ločena od Ogrskega kraljestva, vendar v domeni Habsburžanov. Status Partija med Ogrsko in Transilvanijo je bil sporen: upravljala ga je Transilvanija, davke pa so pobirali Habsburžani. Neskladnost je bila razrešena 31. decembra 1732, ko sta bila Maramureš in večji del okraja Zarand v celoti podeljena Ogrski,  medtem ko so bili okraji Közép-Szolnok, Kraszna, Kővárvidék in vzhodni rob Zaranda dodeljeni Transilvaniji. Med letoma 1732 in 1848 se je to mahno ozemlje še naprej opisovalo kot Transilvanija. Ogrsko plemstvo je večkrat zahtevalo vrnitev Partija (1741, 1792, 1836), vendar se to ni zgodilo vse do revolucije leta 1848. 29. maja 1848 se je vsa Transilvanija skupaj s Partijem združila z Ogrsko. Po propadu revolucije je bil Partij spet kot ločen del pod upravo Transilvanije. 
Leta 1867 so bila z Avstro-ogrskim kompromisom ozemlja Partija vključena v translajtanski del Avstro-Ogrske.

## Sedanje stanje
Z razpadom Avstro-Ogrske ob koncu prve svetovne vojne je bil Partij v skladu s pogoji Trianonske mirovne pogodbe iz leta 1920 razdeljen med države naslednice nekdanjega Kraljevine Ogrske. Približno 60 % Partija je dobila Romunija, približno 20 % Madžarska in približno 20 % Češkoslovaška. Slednji del, znan kot Karpatska Rutenija, je bil po drugi svetovni vojni predan Sovjetski zvezi in je postal del Ukrajinske SSR. Od leta 1991 pripada Ukrajini. 
Romunski del približno ustreza regiji Crişana in delno Romunskemu Banatu. Madžarski del ustreza okraju Hajdú-Bihar in majhnim delom okrajev Szabolcs-Szatmár-Bereg in Békés. Ukrajinski del ustreza regiji Severni Maramureš  ukrajinske Zakarpatske oblasti. 
V današnji madžarski rabi se naziv Partij nanaša predvsem na tisti del regije, ki leži v Romuniji.

## Pobude za avtonomijo
S podporo Madžarske ljudske stranke Transilvanije, ki se zavzema za ozemeljsko avtonomijo Partija, je bil leta 2013 ustanovljen Svet za avtonomijo Partija. Svet je leta 2015 odobril zastavo Partija, na kateri so patriarhov križ in Árpádove črte, tradicionalna simbola madžarskega naroda, upodobljena tudi na madžarskem grbu. 